# Њубург (Висконсин)
Њубург (енгл. Newburg) град је у америчкој савезној држави Висконсин.

## Демографија
По попису из 2010. године број становника је 1.254, што је 135 (12,1%) становника више него 2000. године.
| Група             | 2000.         | 2010.         |
| Белци             | 1.073 (95,9%) | 1.223 (97,5%) |
| Афроамериканци    | 0 (0,0%)      | 2 (0,2%)      |
| Азијати           | 3 (0,3%)      | 5 (0,4%)      |
| Хиспаноамериканци | 20 (1,8%)     | 14 (1,1%)     |
| Укупно            | 1.119         | 1.254         |